# Étiennette de Foix
Étiennette de Foix († 1066) est une reine consort de Navarre par son mariage en 1038, appelée aussi Estefanía de Foix.
Elle était généralement considérée comme fille de Bernard-Roger Ier de Carcassonne, comte de Foix et de Gersende, comtesse de Bigorre.
Elle épouse en 1038 Garcia IV de Navarre (v. 1005 † 1054), roi de Navarre. De cette union naquirent :
- Sanche IV (1039 † 1076), roi de Navarre ;
- Urracca, mariée à Garcia de Najera ;
- Ermessinde, mariée à Fortun de Yarnoz ;
- Ramiro († 1083), sire de Callohora ;
- Ferdinand ou Fernando (†1068), sire de Bucesta, Jubera, Lagunilla y Oprela, il épousa Nuna Iniguez, fille d'un comte de Vizcaya ;
- Raymond, dit "Le Fraticide[réf. nécessaire]", sire de Murillo et de Cameros ;
- Jimena ;
- Mayor, probablement[2] mariée à Guy II, comte de Mâcon ;
- Sancha.

## Filiation
Sa filiation en tant que fille de Bernard-Roger de Carcassonne, comte de Foix et de Gersende, comtesse de Bigorre est donnée pour la première fois par Pierre de Marca, qui précise que « les mémoires du convent de Nagara établissent qu'elle était fille du comte de Foix », mais ne donne pas de référence précise. Salazar y Acha a suggéré un premier mariage avec un noble catalan et dont elle aurait eu une fille du nom de Constance, ce qui expliquerait sa présence à Barcelone quand elle épouse le roi Garcia, ainsi qu'une précision d'une charte du 29 novembre 1074 du roi Sanche IV de Navarre dans lequel il mentionne sa sœur Constance, inconnue des enfants de Garcia IV et qui n'est pas mentionné dans le testament rédigé par ce dernier en 1066.
Christian Settipani la mentionne également mais la place comme fille de Raymond Borrell (972 † 1017), comte de Barcelone, et d'Ermesinde de Carcassonne, la sœur de Bernard-Roger de Carcassonne. Il l'identifie à la première épouse du normand Roger de Tosny, dit le Mangeur de Maure, qui exilé de Normandie par le duc Richard II, rejoint la cour de Barcelone, épouse la fille de la comtesse Ermesinde et combat les Maures avec efficacité. Mais cette identification pose quelques problèmes. Quand Roger de Tosny peut revenir en Normandie, il épouse une Godehilde et meurt en 1040. Godehilde ne peut pas être la princesse barcelonaise. Cela suppose une annulation du mariage, chose encore possible à l'époque, mais le roi de Navarre aurait-il épousé une femme déjà mariée ? En fait, il semble que cette filiation catalonaise soit issue d'une erreur de Fernandez de Bethencourt, qu'il a rectifiée par la suite, mais qui a été reprise par Maurice Chaume, puis par Christian Settipani.